# Senado de Hawái
El Senado de Hawái es la Cámara Alta de la Legislatura Estatal del Estado de Hawái, Estados Unidos. Escoge 25 miembros de distritos electorales uninominales. El Senado de Hawái, sin embargo, existía ya previamente a que el archipiélago fuera aceptado como un Estado de Estados Unidos, pues ya en tiempos de la República de Hawái había sido instituido al igual que la Cámara de Representantes, cuando se sustituyó la antigua Cámara de Lores del Reino de Hawái. 
Hawái es un Estado azul, es decir, un estado prominentemente demócrata y el Senado de Hawái tiene la mayoría demócrata más numerosa de toda la unión americana con sólo un único senador estatal republicano.

## Integración
| Distrito | Nombre                     | Partidos    | Condados      | Áreas Representadas                                                                                          |
| -------- | -------------------------- | ----------- | ------------- | --- |
| 1        | Vacante                    | N/A         | Hawaii        | Hilo |
| 2        | Russell E. Ruderman        | Demócrata   | Hawaii        | Puna, Kaʻu                                                                                                   |
| 3        | Josh Green                 | Demócrata   | Hawaii        | Kona, Kaʻu                                                                                                   |
| 4        | Lorraine Inouye            | Demócrata   | Hawaii        | Hilo, Hamakua, Kohala, Waimea, Waikoloa, Kona                                                                |
| 5        | Gilbert S. C. Keith-Agaran | Demócrata   | Maui          | Wailuku, Waiheʻe, Kahului                                                                                    |
| 6        | Rosalyn Baker              | Demócrata   | Maui          | South and West Maui                                                                                          |
| 7        | J. Kalani English          | Demócrata   | Maui, Kalawao | Hana, East and Upcountry Maui, Molokaʻi, Lanaʻi and Kahoʻolawe                                               |
| 8        | Ronald D. Kouchi           | Demócrata   | Kauai         | Kauaʻi, Niʻihau                                                                                              |
| 9        | Sam Slom                   | Republicano | Honolulu      | Hawaiʻi Kai, ʻAina Haina, Waiʻalae-Kahala, Diamond Head                                                      |
| 10       | Les Ihara, Jr.             | Demócrata   | Honolulu      | Kaimuki, Kapahulu, Palolo, Maunalani Heights, St. Louis Heights, Moʻiliʻili, Ala Wai                         |
| 11       | Brian Taniguchi            | Demócrata   | Honolulu      | Manoa, Makiki, Punchbowl, Papakolea                                                                          |
| 12       | Brickwood Galuteria        | Demócrata   | Honolulu      | Kakaʻako, Ala Moana, Waikiki, McCully, Moʻiliʻili                                                            |
| 13       | Suzanne Chun Oakland       | Demócrata   | Honolulu      | Liliha, Palama, Iwilei, Kalihi, Nuʻuanu, Pacific Heights, Pauoa, Lower Tantalus, Downtown                    |
| 14       | Donna Mercado Kim          | Demócrata   | Honolulu      | Moanalua, ʻAiea, Fort Shafter, Kalihi Valley, Halawa Valley                                                  |
| 15       | Glenn Wakai                | Demócrata   | Honolulu      | Kalihi, Mapunapuna, Airport, Salt Lake, Aliamanu, Foster Village, Hickam, Pearl Harbor                       |
| 16       | Breene Harimoto            | Demócrata   | Honolulu      | Pearl City, Momilani, Pearlridge, ʻAiea, Royal Summit, ʻAiea Heights, Newtown, Waimalu, Halawa, Pearl Harbor |
| 17       | Clarence K. Nishihara      | Demócrata   | Honolulu      | Waipahu, Pearl City, Crestview, Manana, Pacific Palisades                                                    |
| 18       | Michelle Kidani            | Demócrata   | Honolulu      | Mililani Town, Waipiʻo Gentry, Waikele, Village Park, Royal Kunia                                            |
| 19       | Will Espero                | Demócrata   | Honolulu      | ʻEwa Beach, ʻEwa by Gentry, Ocean Pointe, ʻEwa Villages, Iroquois Point                                      |
| 20       | Mike Gabbard               | Demócrata   | Honolulu      | Makakilo, Kapolei, Kalaeloa, ʻEwa, Waipahu                                                                   |
| 21       | Maile Shimabukuro          | Demócrata   | Honolulu      | Kalaeloa, Honokai Hale, Ko ʻOlina, Nanakuli, Maʻili, Waiʻanae, Makaha, Makua                                 |
| 22       | Donovan Dela Cruz          | Demócrata   | Honolulu      | Mililani Mauka, Waipiʻo Acres, Wheeler, Wahiawa, Whitmore Village, Poamoho                                   |
| 23       | Gil Riviere                | Demócrata   | Honolulu      | Kunia, Schofield Barracks, Wahiawa, Waialua, Haleʻiwa, Kahuku, Laʻi.e., Kaʻaʻawa, Kaneʻohe                   |
| 24       | Jill N. Tokuda             | Demócrata   | Honolulu      | ʻAhuimanu, Heʻeia, Kaneʻohe, Kaneʻohe MCAB                                                                   |
| 25       | Laura Thielen              | Demócrata   | Honolulu      | Kailua, Lanikai, Enchanted Lake, Keolu Hills, Maunawili, Waimanalo, Hawaiʻi Kai, Portlock                    |